# Steve Cropper
Steve Cropper (Misuri, 21 de octubre de 1941) es un guitarrista de soul y R&B y productor. Adquirió fama por ser parte de ,Ottis Redding, a raíz de esto pasaría a ser el guitarrista de la banda Booker T. & the M.G.'s y en los 80's la banda musical de blues The Blues Brothers.

## Trayectoria
Nacido en Willow Spring (Misuri), comenzó su carrera en los 60s con The Mar Keys y éxitos como "Last night". Más tarde cofundó Booker T. & the M.G.'s y a lo largo de los 60s trabajó como guitarrista y productor en clásicos de Otis Redding, Sam & Dave y Wilson Pickett, entre otros. Una de sus máximas composiciones es el tema "In the Midnight Hour" y también la coescritura de "Sittin' on the Dock of the Bay". Después de la fractura de Booker T. & the M.G.'s pasó la mayor parte de la década de los 70 centrado en la producción, con artistas como Jeff Beck o Mitch Ryder. A finales de esta década formó parte de The Blues Brothers, donde aún logró más fama recuperando el sonido de Stax.
Cropper y el guitarrista Charlie Freeman formaron el Royal Spades, que finalmente se convirtió en The Mar-Keys. El nombre se refería a la marquesina fuera de los estudios de Stax. Finalmente, los Mar-Keys empezaron a tocar en las sesiones de grabación y tuvieron un sencillo hit con "Last Night" en 1961.
Además de estar impresionado con la manera de tocar del joven guitarrista, el presidente de Stax Records, Jim Stewart, vio profesionalidad y madurez más allá de los años de Cropper. Se convirtió en miembro fundador de la banda Booker T. & the MG's de Stax, junto con el solista de órgano Booker T. Jones, el bajista Donald "Duck" Dunn y el baterista Al Jackson Jr. Como guitarrista de la casa tocó en muchas grabaciones como  "Sittin' on the Dock of the Bay", coescrito e interpretado por Otis Redding, y el tema de Sam & Dave "Soul Man" en el que fue mencionado por su nombre. Cuando Cropper interpretó la versión de la canción por los Blues Brothers, el cantante John Belushi nuevamente mencionó a Cropper.
En este momento, la fama de Cropper no se limitaba a los Estados Unidos. Los Beatles favorecieron la forma de tocar de Cropper, y su producción en los temas de Otis Redding. John Lennon y Paul McCartney hicieron planes tentativos para grabar en Memphis, y trabajar con el guitarrista. Sin embargo, Brian Epstein canceló las sesiones, citando problemas de seguridad. Respecto a este período, Rob Bowman, en su libro Soulsville U.S.A .: The Story of Stax Records, citó a Booker T. Jones diciendo:
"También estábamos escribiendo música, especialmente Steve. Él es muy consciente del sonido, y él crea un montón de sonidos con una Telecaster sin cambiar ningún ajuste - sólo con sus dedos, sus selecciones y sus amplificadores. "
Junto con el influyente trabajo con Booker T & The MG's, Cropper escribió "Knock on Wood" con Eddie Floyd, "In the Midnight Hour" con Wilson Pickett y "The Dock of the Bay" con Otis Redding. En 1969, Cropper lanzó su primer álbum en solitario, con un poco de ayuda de sus amigos.
Cuando Cropper salió de Stax en el otoño de 1970, la etiqueta perdió uno de sus productores y compositores más exitosos. Cropper luego montó TMI Studios con Jerry Williams y ex Mar-Key Ronnie Stoots. Allí tocó la guitarra y produjo a varios músicos como la Tower of Power, Rod Stewart, John Prine, José Feliciano, The Jeff Beck Group, Ringo Starr y John Lennon. Es poco conocido que Cropper también tocó la guitarra en la versión de "Femme Fatale" de The Velvet Underground, que aparece en el álbum Third / Sister Lovers del grupo de  Memphis Big Star.
En 1975, Cropper se había mudado a Los Ángeles y, junto con Jackson y Dunn, reformó Booker T. & the M.G's. Jackson, a quien Cropper llamó "el mejor baterista que jamás anduvo por la tierra", fue asesinado en su hogar en Memphis antes de que el grupo pudiera regresar. En 1978, Cropper y Dunn se convirtieron en miembros de RCO All-Stars de Levon Helm, y luego pasaron a ocupar un lugar prominente en la banda de los Blues Brothers con el baterista Willie Hall. Esto llevó a dos álbumes y dos bandas de sonido de películas. Cropper también volvió a grabar "(Sittin 'On) The Dock of the Bay" (1979) para Sammy Hagar. Cropper vivió en Los Ángeles durante los siguientes trece años antes de mudarse a Nashville y reunirse con la banda de Blues Brothers en 1988.
En 1992, Booker T. y los MG fueron incorporados al Salón de la Fama del Rock and Roll, y Cropper apareció con una nueva formación del grupo para el concierto del 30 aniversario (The 30th Anniversary Concert Celebration) de Bob Dylan, en octubre de 1992 en el Madison Square Garden, Interpretando canciones con Dylan, Eric Clapton, George Harrison, Tom Petty, Johnny Cash, Chrissie Hynde, Sinéad O'Connor, Stevie Wonder y Neil Young. El concierto fue grabado y lanzado más adelante como CD y DVD (1993). Young más tarde reclutó a esta formación de Booker T. y el M.G's, para girar con él y grabar como su banda de estudio.
En 1996, Cropper fue nombrado "el mejor guitarrista vivo" de la revista británica Mojo. Cuando se le preguntó qué pensaba de Cropper, el guitarrista Keith Richards dijo: "Perfecto, hombre." En febrero de 1998, Cropper lanzó Play It, Steve! que incluyó algunas de las canciones más duraderas de la música soul. El título del álbum provino del "grito" en el tema "Soul Man".
En junio de 2004, Cropper apareció con Dunn y Jones como la banda de acompañamiento para el Eric Clapton Crossroads Guitar Festival, celebrada en el Cotton Bowl en Dallas. El 9 de junio de 2005, Cropper fue incluido en el Salón de la Fama de los compositores.
Ha coproducido The Memphis Album (2007), grabado por el cantante de soul australiano Guy Sebastian. Cropper también tocó la guitarra en la siguiente gira promocional, que fue lanzada dos años después como The Memphis Tour. El 29 de julio de 2008, Cropper y Felix Cavaliere lanzaron el álbum Nudge It Up A Notch. En agosto de 2008, Cropper apareció en el Rhythm Festival junto a Los Animals.
El 12 de noviembre de 2009, EMP / SFM galardonó a Cropper con su "Premio Fundadores". El 17 de octubre de 2010, Cropper fue incluido en el Salón de la fama de los compositores de Nashville.
El 9 de agosto de 2011, Cropper lanzó el álbum Dedicated que era su tributo The "5" Royales. En 2013 fue un invitado especial en conciertos seleccionados como parte de la gira del guitarrista Peter Frampton, incluyendo la primera actuación que contó con Frampton, Robert Cray y Vince Gill.
En abril de 2013, Cropper apareció con Jones y Matt Guitar Murphy como Booker T y los M.G. en el Eric Clapton 4th Crossroads Guitar Festival en el Madison Square Garden en la ciudad de Nueva York.

## Discografía
- 1969: With a Little Help from My Friends[4]
- 1969: Jammed Together (con Albert King y Pops Staples)[5]
- 1981: Playin' My Thang
- 1982: Night After Night
- 2007: This Is ... Steve Cropper & His Friends
- 2008: Nudge It Up A Notch
- 2010: Midnight Flyer
- 2011: Dedicated – A Salute to the 5 Royales